# Тонкохвостая стронгилура
Тонкохвостая стронгилура (лат. Strongylura leiura) — вид лучепёрых рыб семейства саргановых. Распространены в Индо-Тихоокеанской области. Максимальная длина тела 100 см.

## Описание
Тело удлинённое, сжато с боков, прямоуголное в поперечном сечении, покрыто мелкой циклоидной, легко опадающей чешуёй. До начала основания спинного плавника 130—180 относительно мелких чешуй. Челюсти длинные, одинаковой длины, образуют характерный «клюв». На обеих челюстях многочисленные игловидные острые зубы. Отсутствуют жаберные тычинки. Спинной и анальный плавники сдвинуты далеко назад к хвостовому стеблю. Начало основания спинного плавника располагается на уровне 7—10 луча анального плавника. В плавниках нет жёстких лучей. В спинном плавнике 17—21 мягких лучей. Задняя часть спинного плавника без выраженной увеличенной доли тёмного цвета. Нет дополнительных плавничков за спинным и анальным плавниками. В анальном плавнике 23—25 мягких лучей. Передние части спинного и анального плавников высокие. Основания спинного и анального плавников покрыты чешуёй. Грудные плавники с 10—11 мягкими лучами, не серповидной формы. Брюшные плавники с 6 мягкими лучами, расположены на брюхе. Хвостовой стебель не сжат в дорсо-вентаральном направлении, на нём нет бокового киля. Хвостовой плавник с небольшой выемкой. Боковая линия проходит низко по телу, начинаясь от начала грудных плавников.
Верхняя часть головы и спина зеленоватые, нижняя часть тела и брюхо белые. По бокам тела проходит серебристая полоса, расширяющаяся в задней части. Брюшные плавники беловатые. Дистальный край грудных плавников с тёмным пятном, кончик плавников жёлтый. Окончания увеличенных долей спинного и анального плавников желтоватые; в средней части плавников есть более тёмная область. Хвостовой плавник тёмный, верхняя лопасть с желтоватым оттенком.
Максимальная общая длина тела — 100 см. Максимальная длина тела от окончания нижней челюсти до окончания хвостового стебля — 46 см, обычно до 35 см.

## Ареал и места обитания
Широко распространены в Индо-Тихоокеанской области от юга Африки вдоль побережья восточной Африки и далее на восток вдоль побережья Пакистана, Индии, Шри-Ланки и Юго-Восточной Азии; Новая Гвинея, Филиппины, Австралия. Обитают в прибрежных водах и эстуариях. Личинки молодь встречаются в манграх. Питаются мелкими рыбами и ракообразными.